# LAM Mozambique Airlines
LAM - Mozambique Airlines, SA (LAM - Linhas Aéreas de Moçambique, SA ) o Linhas Aéreas de Moçambique, Ltd.,  operante come LAM Mozambique Airlines, è la compagnia aerea di bandiera del Mozambico.  La compagnia è stata fondata dal governo del Mozambico portoghese nell'agosto 1936 come compagnia aerea di voli charter, con il nome di DETA - Direcção de Exploração de Transportes Aéreos, e fu ribattezzata nel 1980 in seguito a una riorganizzazione.
La compagnia ha sede a Maputo, capitale della nazione africana. Gestisce servizi di linea in Africa meridionale. È membro della International Air Transport Association e della African Airlines Association dal 1976.

## Storia

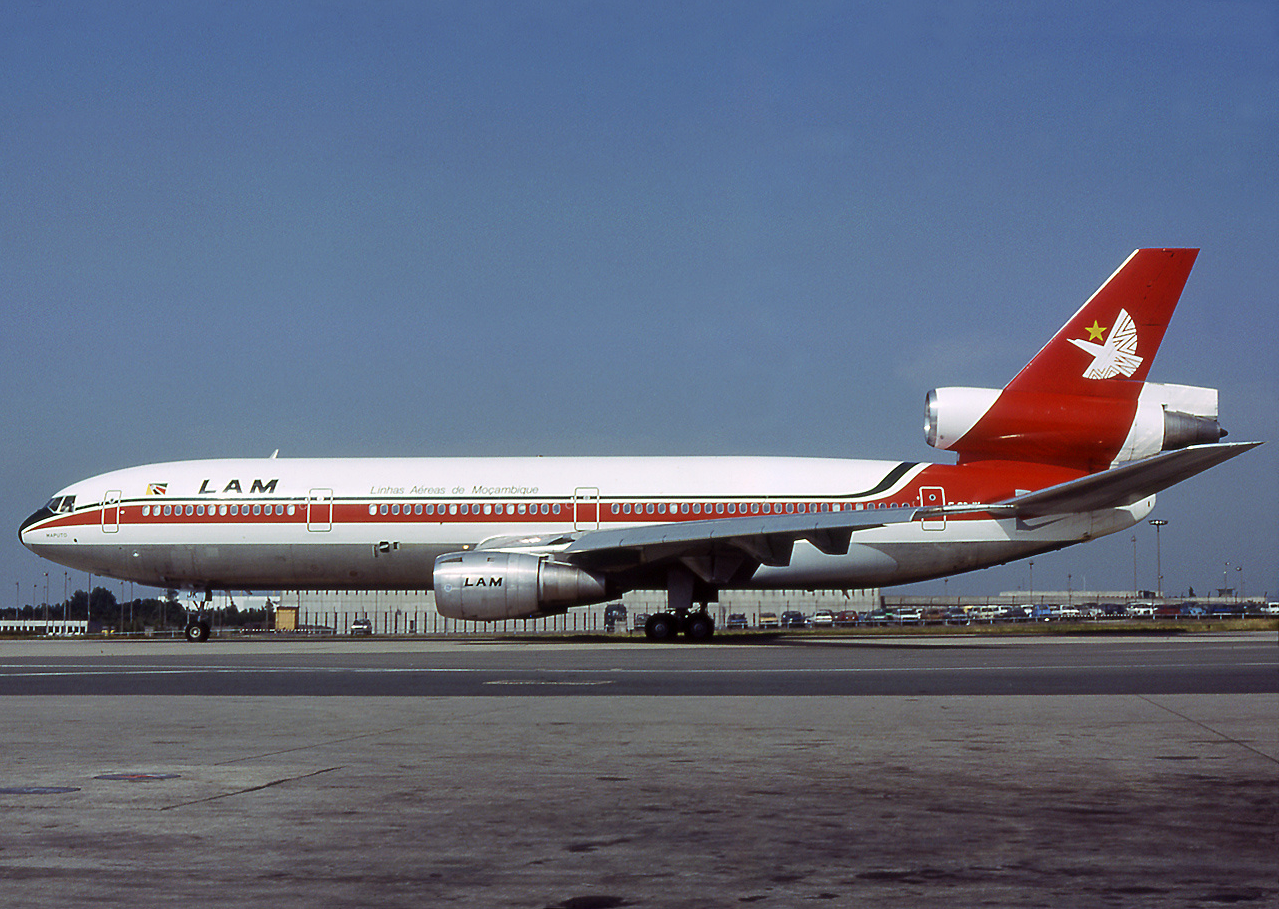
Un Douglas DC-10-30 della compagnia visto qui a Parigi nel 1983.

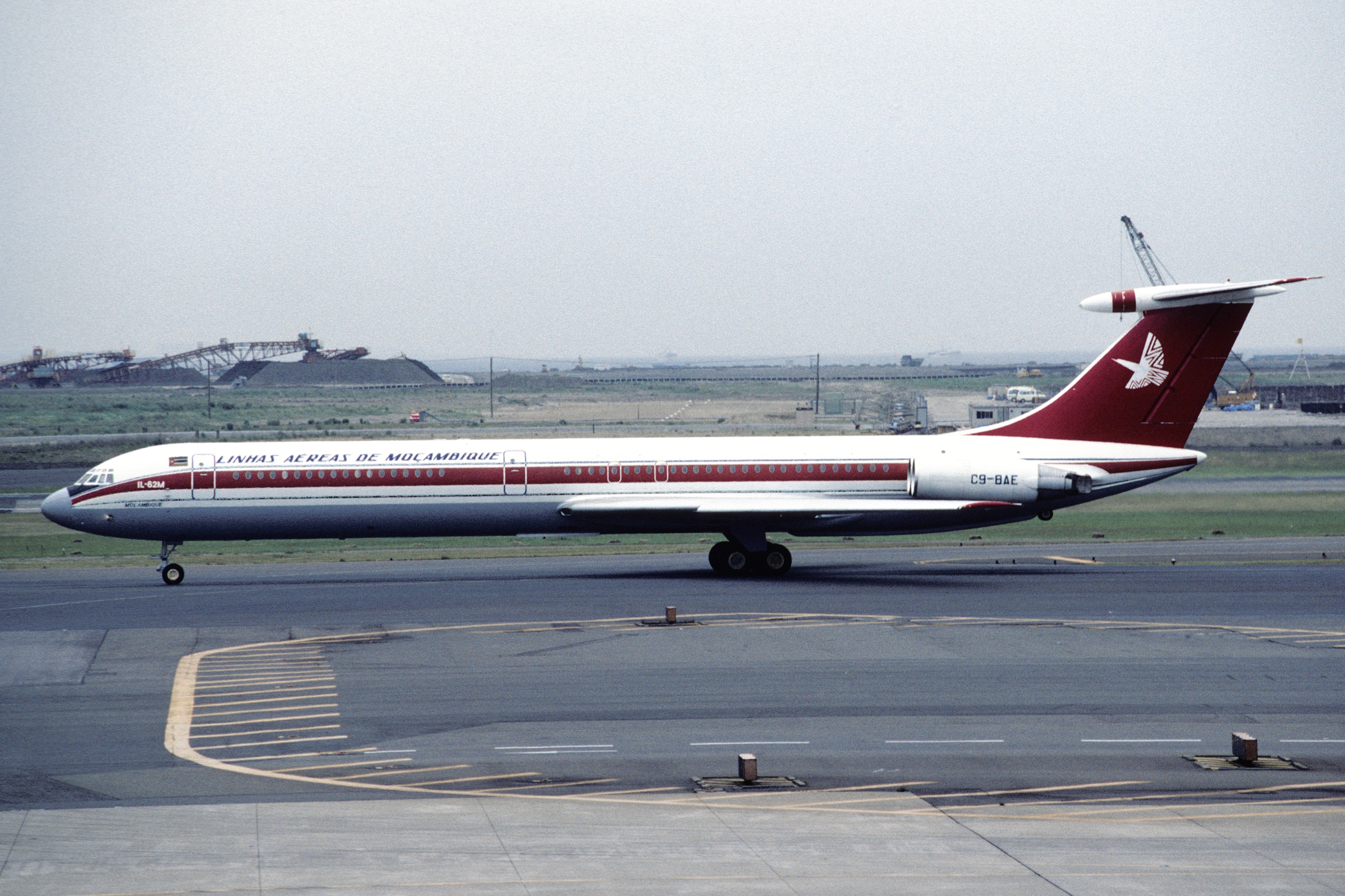
Un Ilyushin Il-62M.

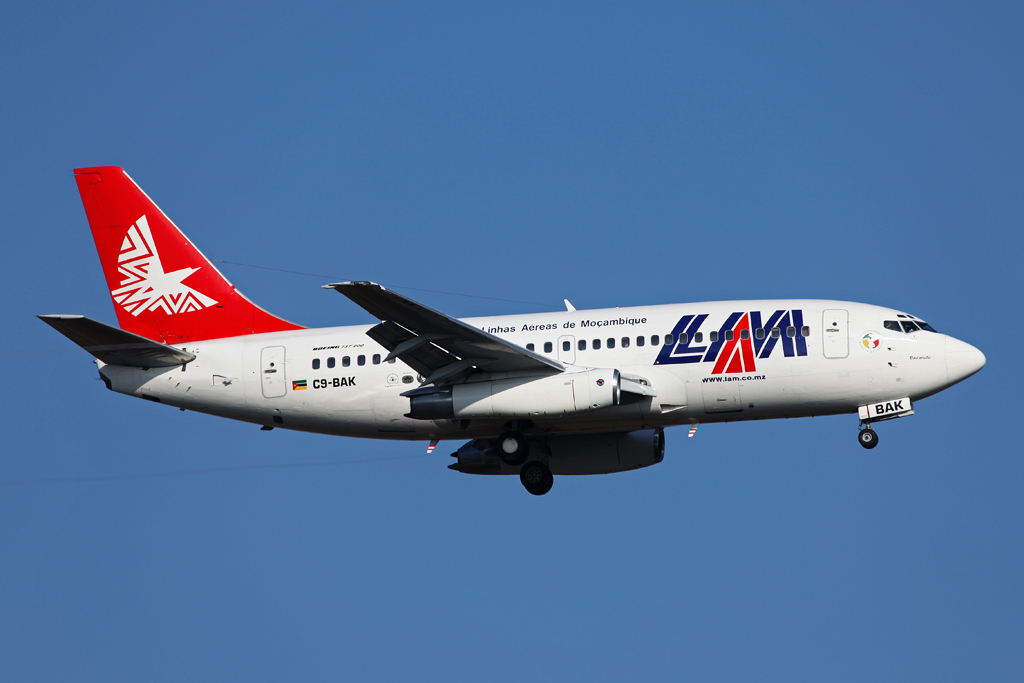
Un Boeing 737-200.

### I primi anni
La compagnia aerea venne fondata il 26 agosto 1936 come DETA - Direcção de Exploração de Transportes Aéreos, come divisione del Dipartimento delle ferrovie, dei porti e delle vie aeree del governo coloniale del Mozambico portoghese. I voli charter furono operati per un breve periodo di tempo; un servizio regolare per il trasporto di posta aerea iniziò il 22 dicembre 1937 utilizzando un de Havilland Dragonfly, un de Havilland Hornet Moth e due de Havilland Dragon Rapide. Poco dopo, su questi servizi iniziarono a essere trasportati anche passeggeri, la maggior parte dei quali funzionari governativi. Operata dai Dragon rapide, la rotta Lourenço Marques-Germinston fu uno dei pilastri della compagnia nei primi anni; era operata su base bisettimanale e collegata con i servizi della Imperial Airways per Londra. Nell'aprile 1938 fu aperta la rotta costiera nazionale Lourenço Marques-Inhambane-Beira-Quelimane della durata di otto ore. A quel tempo, Imperial Airways gestiva un servizio tra Città del Capo e Il Cairo che faceva scalo a Lourenço Marques. Durante la primavera, un altro Hornet fu incorporato nella flotta. Sempre nel 1938, la compagnia aerea acquisì tre Junkers Ju 52 e altri due Rapide. Il servizio costiero venne esteso più a nord in ottobre, raggiungendo Port Amelia. Nell'aprile 1939 facevano parte della flotta un Drangonfly, un Hornet, tre Junkers Ju 52 e sei Rapide La maggior parte delle operazioni si interruppe dopo lo scoppio della seconda guerra mondiale.
La rotta Beira-Salisbury fu lanciata nel febbraio 1947, con servizi di linea anche per Durban e il Madagascar a partire dalla fine di quell'anno. Nel marzo 1952 il vettore gestiva una rete di rotte di 3.200 km che includeva servizi nazionali e internazionali per Durban, Johannesburg e Salisbury, servita con una flotta di sei Doves, cinque Rapide, tre Douglas DC-3, due Lockheed Lodestar, un Lockheed L-14 e un Junkers Ju 52. Una nuova rotta Moçambico-Nampula-Vila Cabral che faceva scalo in altri tre aeroporti venne aperta nel 1954. L'ultima tratta di questo servizio fu temporaneamente sospesa quando Vila Cabral rimase esclusa dall'elenco delle destinazioni della compagnia aerea, ma i voli per la città furono successivamente ripristinati dopo che Vila Cabral si collegò a Beira tramite Vila Pery, Tete e Vila Coutinho. A marzo 1955, la flotta comprendeva tre DC-3, sei Doves, un Dragon Fly, quattro Dragon Rapides, due Junkers Ju 52/3, un Lockheed 14H, due Lodestar e due Horner Moth.
La compagnia fu una delle ultime al mondo ad operare con i Junkers Ju 52 su servizi di linea. Due di questi velivoli erano ancora nella sua flotta nell'aprile 1960, insieme a tre DC-3, quattro Doves, tre Lodestar e quattro Rapides che operavano su una rete nazionale più servizi internazionali per Durban, Johannesburg e Salisbury. DETA iniziò una modernizzazione della flotta all'inizio degli anni sessanta, quando tre Fokker F27-200 ordinati nel giugno 1961 vennero consegnati alla compagnia nell'agosto 1962; il primo di loro fu chiamato "Lourenço Marques" come la capitale dell'Africa orientale portoghese. DETA e Air Malawi inaugurarono il servizio Beira-Blantyre nel 1964. Nel 1965 Nova Freizo fu aggiunta alla rete di rotte; nel novembre dello stesso anno fu lanciato un servizio che collegava Beira a Lourenço Marques. Nel marzo 1966, DETA e Swazi Air iniziarono a operare la corsa Lourenço Marques-Manzini su base congiunta. Due Boeing 737-200 furono ordinati nel 1968 per supportare l'espansione regionale della compagnia, che era cresciuta fino a cinque destinazioni servite a livello regionale con l'aggiunta di Blantyre e Manzini alla rete. Il primo di questi entrò nella flotta nel 1969. La compagnia avrebbe ordinato altri due Boeing 737-200 negli anni successivi, prendendo possesso del quarto nel 1973.
Il Mozambico ottenne l'indipendenza dal Portogallo nel 1975. I servizi intercontinentali iniziarono nel 1976 con la rotta Lourenço Marques-Beira-Accra-Lisbona, prima con un Boeing 707-320 e poi con un Boeing 707-320C noleggiato da Tempair International Airlines. Nel 1979 fu ordinato un Douglas DC-8.

### Ristrutturazione
DETA fu la compagnia di bandiera del Mozambico fino al 1980. A seguito di accuse di corruzione, venne ristrutturata e ribattezzata LAM - Linhas Aéreas de Moçambique all'inizio di quell'anno. Altri quattro Boeing 737-200 furono ordinati nel 1981. Il Douglas DC-8-62 che era stato ordinato alla fine dell'era DETA arrivò nel 1982. Nel 1983 fu ordinato un Douglas DC-10-30. Sempre nel 1983, in collaborazione con Lesotho Airways, fu lanciato un servizio Maputo-Manzini-Maseru che era oeprato da Fokker F27. Il DC-10-30 entrò a far parte della flotta nel 1984 e furono avviati nuovi servizi per Berlino Est, Copenaghen e Parigi. A marzo 1985, il vettore aveva 1.927 dipendenti. In quel momento, il DC-10-30 e tre Boeing 737-200 operavano su una rete di rotte che si irradiava da Maputo a Beira, Berlino-Schonefeld, Dar-es-Salaam, Harare, Johannesburg, Lisbona, Lusaka, Manzini, Maseru, Nampula, Parigi, Pemba, Sofia e Quelimane. La TACV Cabo Verde Airlines noleggiava il DC-10 nei fine settimana del 1985.
Il primo Boeing 737-300 entrò nella flotta nel 1991. Ad aprile di quell'anno, i dipendenti erano 1.948 e la flotta era composta da due Boeing 737-200, un Boeing 767-200ER (più un altro su ordinazione) e quattro CASA 212-200. La società aveva restituito il 737-300 al locatore nel 1995 a causa della sua incapacità di sostenere i costi di leasing e un Boeing 767-200ER avrebbe seguito la stessa sorte alla fine dell'anno. Un ex Fokker 100 della Royal Swazi venne noleggiato nell'ottobre 1996. Il 23 dicembre 1998, LAM divenne una società per azioni e fu rinominata LAM - Mozambique Airlines.

### Ban dell'UE
Come tutte le compagnie aeree con un COA emesso in Mozambico, al vettore era vietato operare nell'Unione Europea. Il divieto risale all'aprile 2011. A quel tempo, la società sosteneva che il Mozambican Civil Aviation Institute fosse responsabile delle azioni intraprese dalla Commissione europea contro tutti i vettori mozambicani e sosteneva che si trattava di una compagnia aerea con un eccellente record di sicurezza. Prima che EuroAtlantic Airways lanciasse le operazioni con un Boeing 767-300ER a Lisbona per conto di LAM nell'aprile 2011, la rotta Lisbona-Maputo-Lisbona era operata da TAP Portugal in base a un accordo di codeshare con LAM. La rotta Maputo-Lisbona, la stessa lanciata nel novembre 2011, sarebbe stata poi interrotta a partire dalla fine di novembre dello stesso anno, in vista della costituzione di una nuova divisione autonoma volta a operare rotte intercontinentali. A giugno 2013 Lisbona era servita da Airbus A340. A dicembre 2014, l'elenco delle compagnie aeree vietate nell'UE includeva ancora LAM. Nel maggio 2017 la Commissione europea ha rimosso tutte le compagnie aeree certificate in Mozambico dall'elenco delle compagnie aeree vietate dopo che un audit ha confermato che la sicurezza aerea era migliorata nel paese.

## Flotta

### Flotta attuale
A dicembre 2022 la flotta di LAM Mozambique Airlines è così composta:

### Flotta storica
Oltre a vari aerei d'epoca, LAM Mozambique Airlines operava in precedenza con i seguenti aeromobili:

## Incidenti
- Il 29 novembre 2013, il volo LAM Mozambique Airlines 470, un Embraer 190 operante sulla rotta Maputo-Luanda, si è schiantato nel parco nazionale di Bwabwata, Namibia, a metà del volo, provocando la morte di tutti i 27 passeggeri e i 6 membri dell'equipaggio a bordo. I risultati dell'indagine del Mozambican Civil Aviation Institute hanno dimostrato che il pilota fece deliberatamente schiantare il jet. L'Associazione degli Operatori Aerei del Mozambico ha contestato però la conclusione dell'IACM. La direzione delle indagini sugli incidenti aerei namibiana ha dichiarato che le azioni effettuate dal comandante sono state la probabile causa dell'incidente.[20]